# Kostel Navštívení Panny Marie (Deštné)
Kostel Navštívení Panny Marie v Deštné je římskokatolický jednolodní gotický kostel postavený v polovině 14. století. Je chráněn jako kulturní památka České republiky.

## Historie
U kostela stojí barokní socha sv. Jana Nepomuckého s erbem donátora Františka Zikmunda ze Schrattenbachu z roku 1727 od Sebalda Kapplera. Na vnější zdi kostela je umístěna obdélníková náhrobní deska manželů Jana Křtitele Renarda a jeho manželky Aloisie rozené z Gašína. Horní dvě třetiny desky zaujímá alianční erb v oválných kartuších, který drží jako štítonoši dva lvi s odvrácenou hlavou.

## Interiér
V kostele je obraz darovaný místní hraběcí rodinou Renardu, obraz zachycuje Pannu Marii Čenstochovskou, které se klanějí svatí z 1. poloviny 18. století.